# Konstantinos Charalambidis
Konstantinos Charalambidis (Nicosia, 25 juli, 1981) is een Cypriotisch voormalig voetballer die als middenvelder speelde.
Charalambidis begon bij APOEL FC waar hij van 1997 tot 2004 speelde. Hierna werd hij door het Griekse Panathinaikos gecontracteerd. Zijn verblijf daar was geen onverdeeld succes en na een verhuur aan PAOK Saloniki in 2006 speelde hij in het seizoen 2007/08 in Duitsland voor FC Carl Zeiss Jena. Charalambidis keerde terug bij APOEL waar hij aanvoerder werd. Hij besloot zijn loopbaan in oktober 2017 bij AEK Larnaca. Tussen 2003 en 2017 kwam hij uit voor het Cypriotisch voetbalelftal.